# ヴァクリ
ヴァクリ（イタリア語: Vacri）は、イタリア共和国アブルッツォ州キエーティ県にある、人口約1,600人の基礎自治体（コムーネ）。

## 地理

### 位置・広がり

#### 隣接コムーネ
隣接するコムーネは以下の通り。
- アーリ
- ブッキアーニコ
- カザカンディテッラ
- フィレット
- ヴィッラマーニャ

## 行政

### 分離集落
ヴァクリには、以下の分離集落（フラツィオーネ）がある。
- Fontanelle, Maiure, Porcareccia, Sant'Agata, San Vincenzo, Selve